# Джеральд Сеймур
Джеральд Сеймур (англ. Gerald Seymour) – британський письменник, відомий завдяки опису реальних воєнних конфліктів.

## Біографія

### Ранні роки
Народився 25 листопада 1941 року у Гілфорді. 
Його батько, Вільям Кін Сеймур, був президентом Товариства поезії, членом Королівського літературного товариства, автором віршів та романів. Мати, Розалінда Вейд, є авторкою понад тридцяти романів.
Освіту здобув, навчаючись у Kelly College у Тавістокі та University College у Лондоні, який закінчив з відзнакою.

### Кар'єра репортера
З 1963 по 1978 рік працював репортером ITN (Незалежних телевізійних новин). В новинах  Д. Сеймур висвітлював різноманітні небезпечні події, перебував у зоні військових конфліктів. Він був першим журналістом, хто брав інтерв’ю у членів угрупування «Чорний вересень», відповідальних за розстріл спортсменів Мюнхенської олімпіади у 1972 році.

### Літературна діяльність
Першим літературним успіхом Д. Сеймура була публікація його книга «Гра Гаррі», яка одразу стала бестселером.
Після цього він написав та видав понад 40 романів. За мотивами декількох із них знято телевізійні фільми.

## Вибрані твори
- «Гра Гаррі», 1975 (номінант премії Едгара) ;
- «Хлопці слави», 1976 (номінант премії Едгара);
- «Руда лисиця», 1979;
- «Контракт», 1980;
- «Поле крові», 1985;
- «Око за око», 1987;
- «Кравець-підмайстр», 1989;
- «Людина, яка бореться», 1994;
- «Територія вбивств», 1997;
- «Мертва земля», 1998;
- «Час очікування», 1998;
- «Лінія на піску», 1999;
- «Невідомий солдат», 2004;
- «Аутсайдери», 2012;
- «Волоцюга», 2014;
- «Мисливець на крокодилів», 2021;
- «Піхотинці», 2022[6].

## Екранізації
- «Гра Гаррі», 1982;
- «Хлопці слави», 1984;
- «Контракт», 1988;
- «Руда лисиця», 1991;
- «Інформатор», 1997;
- «Час очікування», 1999;
- «Лінія на піску», 2004[7].

## Цитати
«З кожною історією я намагаюся сказати, що її слід оціновати так, ніби вона єдина. У мене немає улюбленої книги, яку я написав».